# Arvid Trolle (1653–1698)
Arvid Nielsson Trolle, född 9 december 1653 i Roskilde, död 22 november 1698 på Näs, var en dansk-svensk officer och slottsherre. 

## Biografi
Arvid Nielsson Trolle föddes 1653 i Roskilde. Han var son till ståthållaren Niels Trolle i Norge och dennes hustru Helle Rosencrantz. Trolle blev 1676 löjtnant vid Slesvigska regementet samt 1677 premiärlöjtnant vid Fyenska nationalregementet, där han avancerade till ryttmästare 1683.
Sedan Arvid Trolle 1685 av sin mor ärvt slottet Näs i det då nyligen till Sverige övergångna Skåne tog han 1686 avsked ur dansk tjänst och anhöll om att bli bli svensk undersåte. Som sådan erhöll han genom kungligt brev den 11 februari 1689 rätt att som naturaliserad svensk adelsman ansöka om introduktion vid det svenska riddarhuset. Han introducerades där redan den 15 februari samma år med ättenummer 36. Arvid Trolle blev härigenom stamfader för den yngre svenska grenen av släkten Trolle (den äldre svenska grenen hade utslocknat 1568 med underamiralen Arvid Turesson Trolle).

### Egendom
Trolle ägde Näs i Näs socken.

### Familj
Arvid Trolle var från 1688 gift med friherrinnan Sophie Elisabeth Augusta von Buchwald (1663–1720), dotter till generallöjtnant Fredrik von Buchwaldt och Sofia Elisabet Augusta von Bützow. De fick tillsammans barnen Hilla Sofia Trolle (1689–1689), kaptenen Nils Trolle (1691–1716) vid Bohusläns dragonregemente, överstelöjtnante Fredrik Trolle (1693–1770), Carl Trolle (död 1694–1694) och Carl Trolle (1696–1696).
Från Arvid, och sonen Fredrik Trolle, härstammar alla idag levande medlemmar av släkten Trolle.